# Willem Jacob van Stockum

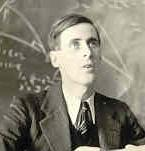
Van Stockum, Toronto 1935

Willem Jacob van Stockum (* 30. November 1910 in Hattem; † 10. Juni 1944 bei Entrammes in Frankreich)  war ein niederländischer Physiker.
Willem Jacob van Stockum war der Sohn des Erfinders und Marineoffiziers in der niederländischen Marine Abraham van Stockum (1864–1935) und von dessen Ehefrau Olga Boissevin. Seine Schwester ist die Kinderbuchautorin und Illustratorin Hilda van Stockum. Er studierte am St. Andrew`s College in Dublin und 1929 bis 1933 Mathematik am Trinity College in Dublin, wobei er eine Goldmedaille gewann. 1934/35 studierte er an der Universität Toronto mit dem Master-Abschluss und 1935 bis 1937 an der Universität Edinburgh, an der er als Isaac Newton Research Fellow war und 1937 promoviert wurde mit einer Dissertation über axialsymmetrische Lösungen der Einsteinschen Feldgleichungen (Axially symmetric gravitational fields). Danach war er Instructor in Mathematik am Brooklyn College und an der University of Maryland und Versicherungsmathematiker bei Prudential. Anfang 1939 war er Assistent bei Oswald Veblen am Institute for Advanced Study. Im Juni 1941 trat er der kanadischen Luftwaffe bei und unterrichtete zunächst die Piloten in Mathematik, bevor er selbst Bomberpilot wurde. Er wurde 1943 nach Großbritannien verlegt und flog sechs Bombereinsätze mit Halifax-Bombern, bevor er in der Nacht vom 9. auf den 10. Juni 1944 bei Entrammes von deutscher Flak abgeschossen wurde. Alle sieben Besatzungsmitglieder starben und liegen auf dem Cimetière Vaufleury bei Laval im Departement Mayenne begraben.
Er ist vor allem für eine besonders einfache Lösung der Einsteinschen Feldgleichungen für Materie, die um eine unendlich lange Achse rotiert (also mit Axialsymmetrie), bekannt (Van Stockum dust, manchmal auch zusätzlich nach Cornelius Lanczos, der sie auch schon 1924 fand). Die gemachten Voraussetzungen für die Lösung (nach außen exponentiell mit dem Radius zunehmende Dichte des Gases und starre Rotation der Materie) sind zu künstlich für eine Anwendbarkeit des Modells. In dem Modell ergaben sich auch erste Hinweise auf die Möglichkeit geschlossener zeitartiger Kurven, die allerdings keine Geodätischen sind. Um diese zu erreichen ist eine Beschleunigung erforderlich, die bei Annäherung an die geschlossenen zeitartigen Kurven divergiert. Geschlossene zeitartige Geodätische fand später (1949) Kurt Gödel in einem speziellen (unrealistischen) rotierenden kosmologischen Modell im Rahmen der allgemeinen Relativitätstheorie (Gödel-Universum).